# Regionalliga Südwest
Regionalliga Süd/Südwest este o diviziune a competiției fotbalistice Regionalliga care se situează pe nivelul 4 în sistemul competițional din Germania. În competiție participă cluburi din regiunile sud-vestice ale țării.